# Sorbus karchungii
Sorbus karchungii är en rosväxtart som beskrevs av K.D. Rushforth. Sorbus karchungii ingår i släktet oxlar, och familjen rosväxter. Inga underarter finns listade i Catalogue of Life.